# 科奥图帕拉姆巴
科奥图帕拉姆巴（Koothuparamba），是印度喀拉拉邦Kannur县的一个城镇。总人口29532（2001年）。

## 人口
该地2001年总人口29532人，其中男性13898人，女性15634人；0—6岁人口3095人，其中男1576人，女1519人；识字率85.70%，其中男性为87.21%，女性为84.36%。